# ペチカ (曲)
『ペチカ』は、北原白秋作詞・山田耕筰作曲の唱歌（童謡）である。1924年発行の『満州唱歌集』に収録され、1932年の大改訂で削除された。音楽教科書にも掲載されていることがある有名な曲。原曲は変ホ長調だが、現代ではニ長調に下げられて歌うこともある。

## 概要
ペチカとはロシアの暖炉兼オーブンのこと。ただし歌の舞台は大正期の満州である。南満州鉄道が設立され、満州への移民が増えていた時代に、土地に合った歌が求められるようになり、南満州教育会からの依頼を受けた白秋・耕筰の二人が実際に満州に赴いて制作した。
歌詞の「くりやくりや」とは、満州の名物であった焼き栗売りの声のことである。1925年の白秋の詩集『子供の村』には、白秋自筆の栗売りの挿絵が添えられている。作曲者の耕筰自身の注記により、「ペチカ」はロシア語の発音に近づけた「ペィチカ」と歌うことが指示されている。

## 歌詞
雪の降る夜は　楽しいペチカ

ペチカ燃えろよ　お話しましょ

昔むかしよ　燃えろよペチカ

雪の降る夜は　楽しいペチカ

ペチカ燃えろよ　おもては寒い

くりやくりやと　呼びますペチカ

雪の降る夜は　楽しいペチカ

ペチカ燃えろよ　じき春来ます

いまにやなぎも　もえましょペチカ

雪の降る夜は　楽しいペチカ

ペチカ燃えろよ　だれだか来ます

お客さまでしょ　うれしいペチカ

雪の降る夜は　楽しいペチカ

ペチカ燃えろよ　お話しましょ

火の粉パチパチ　はねろよペチカ 

## みんなのうた
- NHKの『みんなのうた』では、1965年12月 - 1966年1月に紹介された。編曲は小林秀雄、歌は東京放送児童合唱団。
- 映像は、谷内六郎が絵を手がけた。

## 関連曲
同じく白秋・耕筰コンビの楽曲。
- からたちの花
- この道
- 砂山
- 待ちぼうけ